# Sokoł
Sokoł (ros. Со́кол) – miasto w północnej części Rosji, w obwodzie wołogodzkim, po raz pierwszy wzmiankowane w dokumentach w 1615 roku.